# Mausohr-Wochenstubengebiet Elbeeinzugsgebiet
Mausohr-Wochenstubengebiet Elbeeinzugsgebiet este o arie protejată (arie specială de conservare — SAC, sit de importanță comunitară — SCI) din Germania întinsă pe o suprafață de 0,1 ha, integral pe uscat.

## Localizare
Centrul sitului Mausohr-Wochenstubengebiet Elbeeinzugsgebiet este situat la coordonatele 52°53′36″N 10°53′39″E / 52.8933°N 10.8942°E.

## Înființare
Situl Mausohr-Wochenstubengebiet Elbeeinzugsgebiet a fost declarat sit de importanță comunitară în ianuarie 2005 pentru a proteja 1 specie de animale. Situl a fost protejat și ca arie specială de conservare în noiembrie 2007.

## Biodiversitate
Situată în ecoregiunea continentală, aria protejată nu include niciun habitat protejat.
La baza desemnării sitului se află o specie protejată de  mamifere: liliac comun (Myotis myotis).